# Pedro Angulo Arana
Pedro Miguel Angulo Arana (Lima, 5 febbraio 1960) è un avvocato e politico peruviano, Presidente del Consiglio dei ministri del Perù dall'11 al 21 dicembre 2022.
Nominato dalla Presidente del Perù Dina Boluarte, sostituisce Betssy Chávez, a causa della crisi politica nel paese.

## Biografia
Angulo Arana è nato il 5 febbraio 1960 nel distretto di Lima  e ha conseguito la laurea in scienze della comunicazione presso l'Università Nazionale Federico Villarreal, ottenendo successivamente un master e un dottorato in giurisprudenza presso l'Università Nazionale di San Marcos. Ha anche una laurea in Storia conseguita presso la stessa università.

## Carriera
È stato decano dell'Ordine degli avvocati di Lima tra il 2016 e il 2017 ed è stato candidato al Congresso della Repubblica del Perù per il partito politico Todos por el Perú nel 2020, nonché candidato alla presidenza della repubblica per il partito politico Contigo nel 2021.
Ha svolto la carriera di avvocato processuale ed è stato membro della giuria elettorale speciale di Lima Centro. In qualità di magistrato del Pubblico Ministero, Angulo Arana ha ricoperto il ruolo di Procuratore Principale Senior e di Vice Procuratore Supremo Provvisorio.
È stato membro della Commissione di attuazione del nuovo Codice di Procedura Penale presso il Pubblico Ministero. È stato anche commissario della Commissione di diritto di procedura penale e della Commissione per i diritti umani dell'Ordine degli avvocati di Lima. Ha presieduto la Commissione speciale per il monitoraggio dei processi giurisdizionali in materia di diritti umani del CAL e dell'Istituto di scienza della procedura penale.

### Presidente del Consiglio dei Ministri
Il 10 dicembre 2022 è stato nominato dalla presidente Dina Boluarte presidente del Consiglio dei ministri. Ha ricoperto tale incarico fino al successivo 21 dicembre.

## Polemica
Nel 2006, l'International Freedom of Expression Exchange (IFEX) ha criticato le azioni di Angulo come pubblico ministero quando ha accusato un giornalista di nascondere prove, e IFEX ha affermato che le azioni del giornalista non costituivano un crimine secondo la legge peruviana e che stava cercando di trasmettere presunte registrazioni del capo del Consiglio nazionale dell'intelligence, César Almeyda, mentre ricattava il generale Óscar Villanueva.
Secondo Voz de América, Angulo stava affrontando 13 indagini penali dalla sua nomina nel dicembre 2022, tra cui abuso di autorità, contro la pubblica amministrazione, contro la fede pubblica, ricatto, estorsione e altro.  Repubblica, giornale peruviano, ha scritto che il primo ministro Angulo deve affrontare denunce di molestie sessuali nei confronti di assistenti donne e ha appoggiato le azioni di César Hinostroza, che ha chiesto illegalmente favori al giudice María Apaza ed è fuggito dal Perù.